# Câmara dos Senadores (Bolívia)
A Câmara dos Senadores (em castelhano: Cámara de Senadores) é a câmara alta da Assembleia Legislativa Plurinacional da Bolívia. A composição e as atribuições do Senado estão estabelecidas na Constituição Política do Estado e outras determinadas pelas leis bolivianas. O Senado é o órgão legislativo do país, onde cada senador representa os interesses de seus departamentos. A sala de sessões está localizada no edifício do Palácio Legislativo, na Plaza Murillo.
O Senado tem 36 cadeiras. Cada um dos nove departamentos do país elege quatro senadores por representação proporcional (usando o método D'Hondt ). (De 1985 a 2009, o Senado teve 27 cadeiras: três cadeiras por departamento: duas do partido ou aliança que receber mais votos, com o terceiro senador representando o partido que ficar em segundo lugar.) Os senadores são eleitos por listas partidárias para cumprir mandatos de cinco anos, e a idade mínima para ocupar uma cadeira no Senado é de 35 anos.
O Senado foi estabelecido em 1831, posteriormente extinto e restabelecido em 1878.
Antes da adoção da nova Constituição de 2009, esta câmara era chamada de Senado Nacional (em castelhano: Senado Nacional).